# Fornelli
Fornelli község (comune) Olaszország Molise régiójában, Isernia megyében.

## Fekvése
A megye központi részén fekszik. Határai: Cerro al Volturno, Colli a Volturno, Forlì del Sannio, Isernia és Macchia d’Isernia.

## Története
A 10. században alapították. Hosszú ideig a San Vincenzo al Volturno bencés apátság birtoka volt. A 19. században nyerte el önállóságát, amikor a Nápolyi Királyságban felszámolták a feudalizmust.

## Népessége
A népesség számának alakulása:

## Főbb látnivalói
- San Michele Arcangelo-templom
- San Pietro Martire-templom